# MOLDINO
株式会社MOLDINO（モルディノ、MOLDINO Tool Engineering, Ltd.）は東京都墨田区に本社を置く切削工具の製造、販売を行う株式会社である。三菱マテリアルの完全子会社。

## 概要
生産拠点として千葉県成田市に成田工場、滋賀県野洲市に野洲工場、富山県魚津市に魚津工場を置く。営業所は東京、大阪、名古屋他全国12ヶ所に設置している。

## 沿革
- 1933年9月 - 大阪市において株式会社日本工具製作所を設立。
- 1961年9月 - 大阪証券取引所第二部に上場。
- 1962年3月 - 東京証券取引所第二部に上場。
- 1981年12月 - 日立金属の子会社となる。
- 1983年4月 - 西ドイツにてHitachi Tool Engineering Europe GmbH（現・MMC Hitachi Tool Engineering Europe GmbH）を設立。
- 1983年11月 - 栃木県に真岡工場を新設。
- 1987年10月 - 日立超硬株式会社を合併。商号を日立ツール株式会社に変更、本店を東京都江東区に移す。
- 1993年11月 - 滋賀県に野洲工場を新設。
- 1994年12月 - 真岡工場を野洲工場に集約移転。
- 1997年10月1日 - 株式会社魚津製作所、株式会社米田工具製作所、九州米田株式会社の3社を合併[2]。魚津製作所を魚津工場、九州米田を中津工場とする。
- 2000年9月 - 東京証券取引所及び大阪証券取引所第一部に上場。
- 2002年8月 - BCセンター（大阪工場）を野洲工場へ集約移転。
- 2005年2月 - 海外連結子会社の日立刀具（上海）有限公司（現・菱雲日立刀具（上海）有限公司）を設立。
- 2008年1月 - ツールテック株式会社を吸収合併。
- 2009年3月 - 基盤技術研究センター及び松江表面改質センターを設立。中津Ｔセンター（大分県）を成田工場へ集約移転。
- 2009年7月 - 魚津工場（富山県）を野洲工場へ集約移転[3]。本社を東京都港区へ移転。
- 2012年7月 - 株式交換により日立金属の完全子会社となることを発表[4]。
- 2012年11月 - 日立金属の完全子会社となる。
- 2015年4月 - 日立金属が株式の51%を三菱マテリアルに譲渡。三菱マテリアルの連結子会社となり、商号を三菱日立ツール株式会社に変更[5][6]。
- 2017年5月 - 新ブランド名「MOLDINO」を制定[7]。
- 2020年4月 - 三菱マテリアルの完全子会社となり、商号を株式会社MOLDINOに変更[8]。
- 2020年10月5日 - 魚津工場（富山県）を再稼働[9]。

## 主力製品
- 切削用インサート[10]
- エンドミル
- ドリル
- ホルダー
- カッター
- タップ

など。また、使用済工具の再研磨事業も行っている。
過去に製造を行っていた製品
- ブローチ
- リーマ
- ロール